# Élection présidentielle française de septembre 1920
 L'élection présidentielle française de septembre 1920  s'est déroulée le 23 septembre 1920 à la suite de la démission du président Paul Deschanel et s'est soldée par l'élection du président du Conseil Alexandre Millerand.

## Contexte
Élu le 17 janvier 1920, le président Paul Deschanel souffre d'une maladie nerveuse qui l'empêche d'exercer ses fonctions. Le 17 septembre, il charge le président du Conseil, Alexandre Millerand, d'annoncer sa démission au Conseil des ministres, qui décide alors de convoquer les deux chambres du Parlement en Assemblée nationale.

## Candidatures

### Parti républicain démocratique et social (PRDS)
La candidature d'Alexandre Millerand s'impose naturellement à la majorité issue des élections législatives de 1919, remportée par la coalition du Bloc national, qui va de la droite aux radicaux dissidents. Ancien socialiste indépendant, Millerand en fait figure de chef après le retrait de la vie politique de Georges Clemenceau, défait par Paul Deschanel lors de la réunion préparatoire en vue de l’élection présidentielle de janvier 1920.

Mais Millerand refuse dans un premier temps de se présenter et apporte son soutien au sénateur Charles Jonnart. Après le refus de ce dernier, il l'apporte au président de la Chambre des députés, Raoul Péret. Mais tous deux déclinent l’offre et encouragent la candidature du président du Conseil. Pressé par les groupes centristes et de droite, le chef du gouvernement accepte finalement de se présenter au soir du 20 septembre.

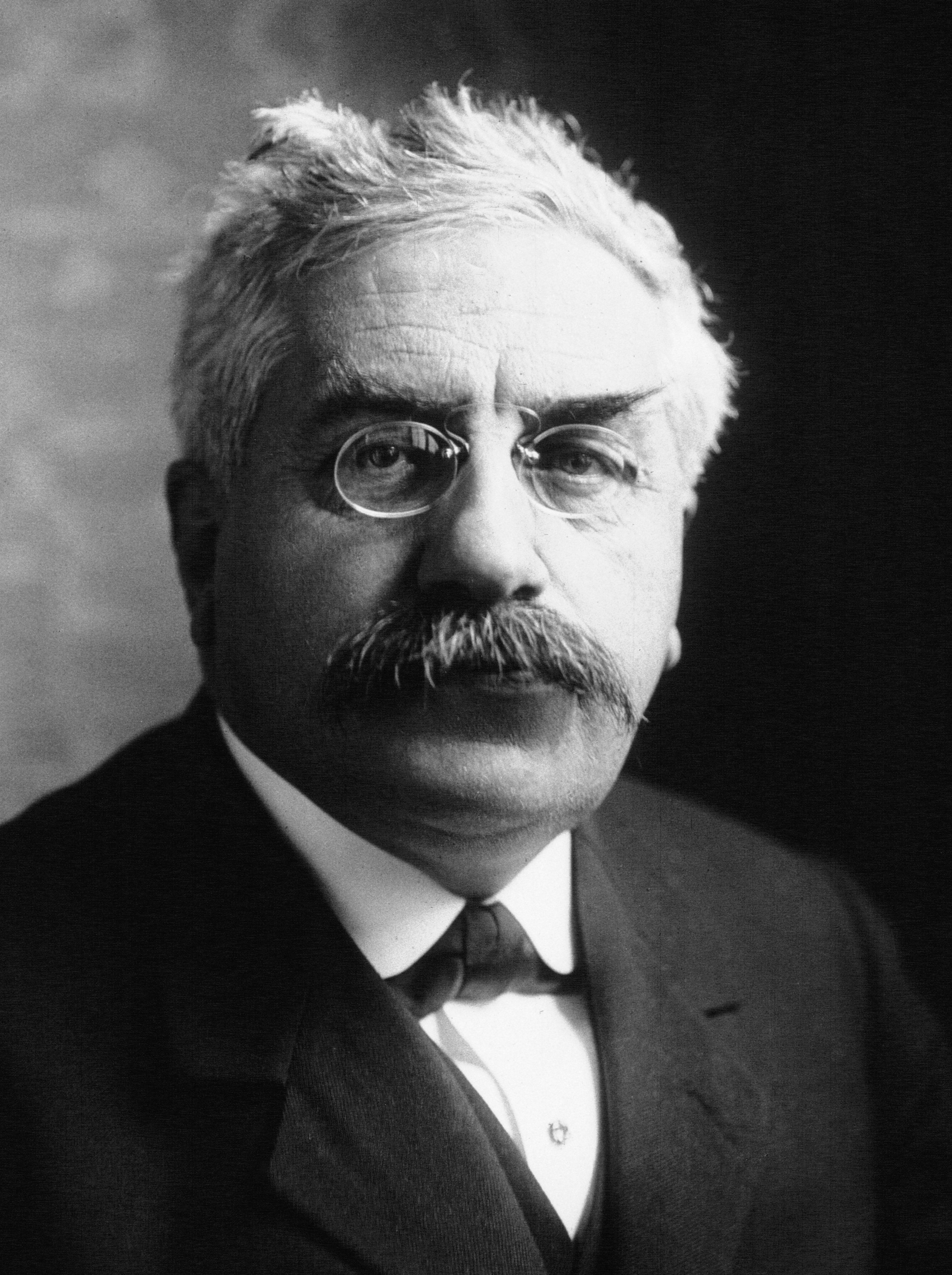
Alexandre Millerand (candidat indépendant soutenu par le PRDS).
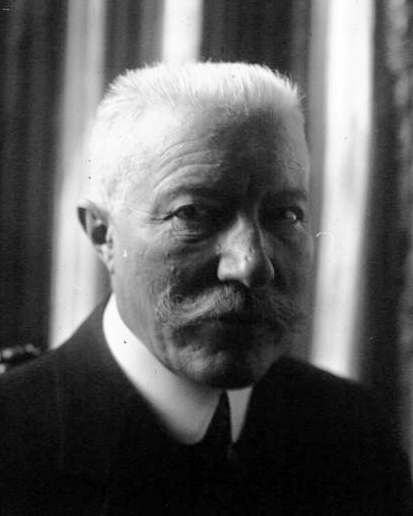
Charles Jonnart (renonce).
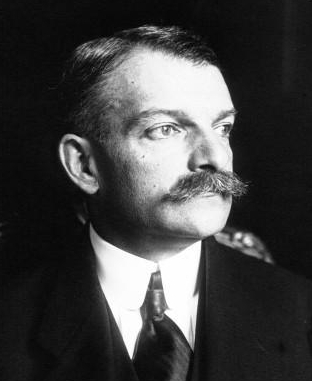
Raoul Péret (renonce).

### Radicaux de gauche
Soutenu par les radicaux mais n’ayant pas les faveurs de Millerand, le président du Sénat, Léon Bourgeois, renonce une nouvelle fois à la présidence. 
Les déclarations de Millerand en faveur d'une révision constitutionnelle élargissant les pouvoirs du chef de l'État (notamment lors de la négociation des traités) inquiètent des parlementaires. Ainsi, si sa candidature reçoit l’appui unanime de l’ERD et de l’ARS, plusieurs groupes émettent des réserves, voire des critiques, particulièrement les sénateurs radicaux — qui siègent au sein de la Gauche démocratique, présidée par Gaston Doumergue — et maintiennent la tenue de la traditionnelle réunion préparatoire des groupes républicains. Millerand tente de rassurer le Parlement en faisant savoir qu’une éventuelle révision constitutionnelle ne pourra intervenir qu’une fois le redressement de l’économie française achevé.

Outre Doumergue, d'autres candidats sont cités mais tous renoncent dont Jules Pams, Anatole de Monzie et Aristide Briand.

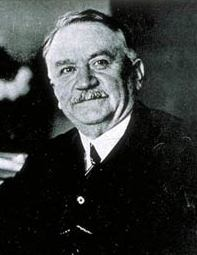
Gaston Doumergue (candidat du PRRRS).
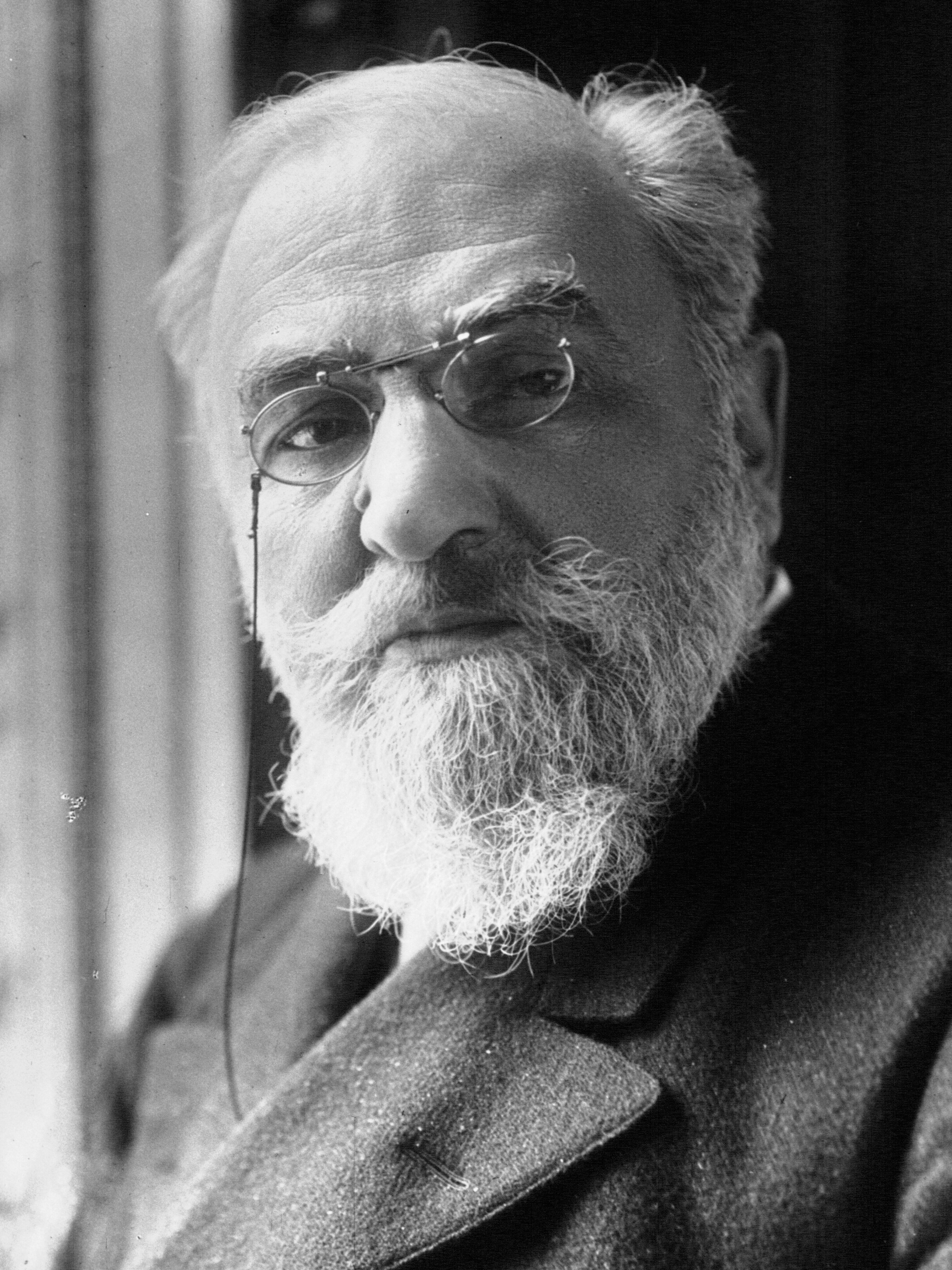
Léon Bourgeois (renonce).
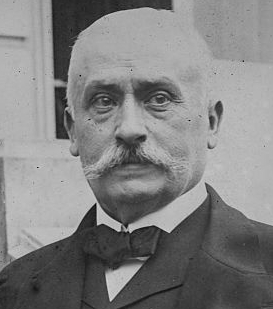
Jules Pams (renonce).

### Socialistes
Ayant manifesté leur opposition à Millerand en portant leurs suffrages sur les deux autres noms, les socialistes décident de présenter contre celui-ci la candidature du député du Nord Gustave Delory. Mais ils ne sont que 68 à la Chambre des députés.

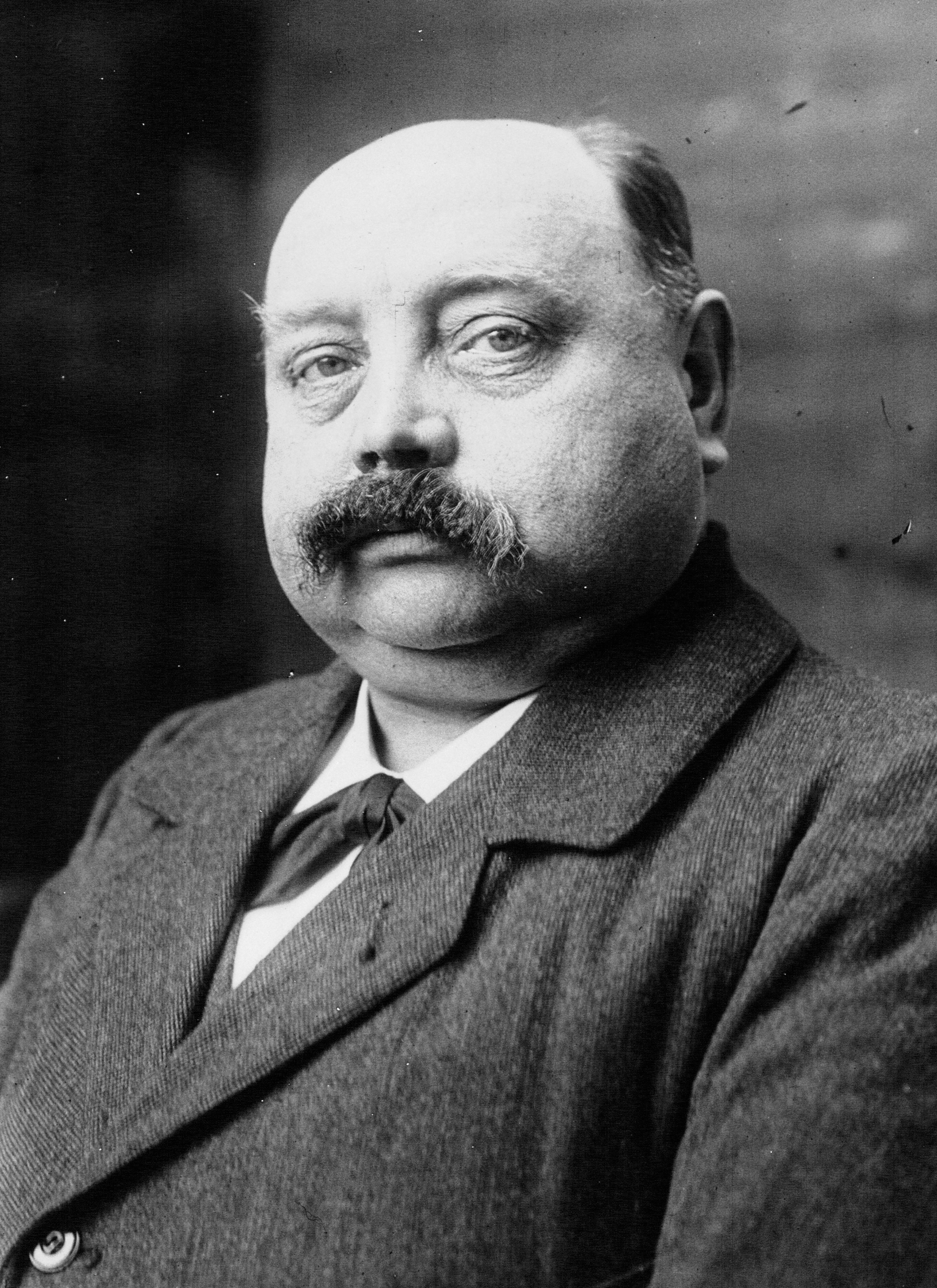
Gustave Delory (candidat pour la SFIO).

## Scrutin préparatoire

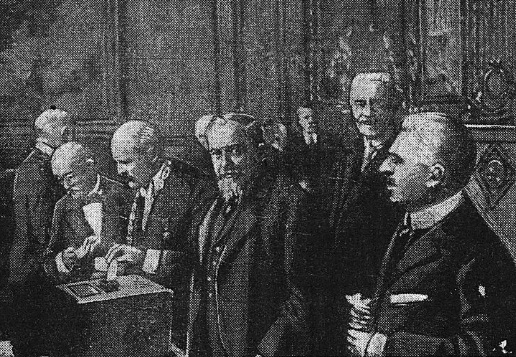
Réunion préparatoire du 22 septembre : Steeg, ministre de l'Intérieur, dépose son bulletin dans l'urne.

La réunion plénière visant à désigner le candidat unique des républicains est organisée le 22 septembre 1920 au palais du Luxembourg. Des bulletins de vote sont préparés au nom d'Alexandre Millerand, Léon Bourgeois et Raoul Péret. Ces derniers déclinent néanmoins à nouveau toute candidature : Bourgeois prétexte l’incompatibilité de la présidence de la République avec celle de l'assemblée générale de la Société des Nations tandis que Péret refuse de façon moins nette.
Millerand sort vainqueur avec 528 suffrages,. Des noms circulent, notamment celui du radical Gaston Doumergue ainsi que le président du Sénat, Léon Bourgeois, et le président de la Chambre, Raoul Péret.
| Candidat             | Candidat             | Partis               | Premier tour | Premier tour |
| Candidat             | Candidat             | Partis               | Voix         | %            |
| -------------------- | -------------------- | -------------------- | ------------ | ------------ |
|                      | Alexandre Millerand  | IND                  | 528          | 65,67        |
|                      | Raoul Péret          | GRD                  | 156          | 19,40        |
|                      | Léon Bourgeois       | RRRS                 | 113          | 14,05        |
|                      | Autres candidats     | Autres candidats     | 6            | 0,75         |
|                      |                      |                      |              |              |
| Votes valides        | Votes valides        | Votes valides        | 804          | 99,01        |
| Votes blancs et nuls | Votes blancs et nuls | Votes blancs et nuls | 8            | 0,99         |
| Total                | Total                | Total                | 812          | 100          |

## Assemblée nationale

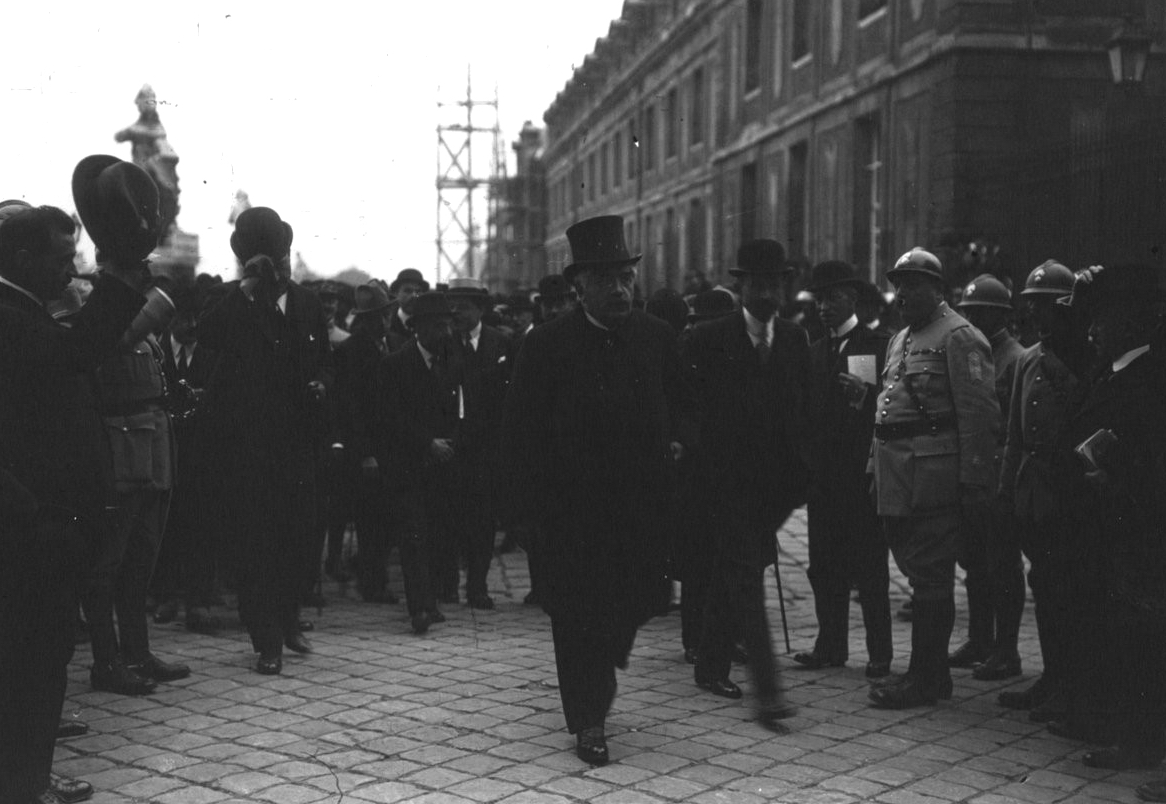
Alexandre Millerand arrivant à Versailles.

Dans ces conditions, Alexandre Millerand est élu dès le premier tour de scrutin, à Versailles. Une centaine de parlementaires, principalement issue des rangs radicaux, vote blanc ou nul tandis que 22 voix se portent sur divers noms du camp radical dont Doumergue (Charles Jonnart, Jules Pams, Ferdinand Foch, Anatole de Monzie, Léon Bourgeois, Gaston Doumergue et Péret). 
| Candidat                 | Candidat                 | Partis                   | Premier tour | Premier tour |
| Candidat                 | Candidat                 | Partis                   | Voix         | %            |
| ------------------------ | ------------------------ | ------------------------ | ------------ | ------------ |
|                          | Alexandre Millerand      | IND                      | 695          | 88,42        |
|                          | Gustave Delory           | SFIO                     | 69           | 8,78         |
|                          | Autres candidats         | Autres candidats         | 22           | 2,80         |
|                          |                          |                          |              |              |
| Votes valides            | Votes valides            | Votes valides            | 786          | 88,12        |
| Votes blancs et nuls     | Votes blancs et nuls     | Votes blancs et nuls     | 106          | 11,88        |
| Total                    | Total                    | Total                    | 892          | 100          |
| Abstention               | Abstention               | Abstention               | 36           | 3,88         |
| Inscrits / participation | Inscrits / participation | Inscrits / participation | 928          | 96,12        |

Alexandre Millerand est élu avec le plus fort pourcentage jamais recueilli lors d'une élection présidentielle depuis 1873, étant parvenu à rallier beaucoup de voix radicales s’étant portées sur Doumergue lors de la réunion préparatoire. Cependant, en raison d'un nombre de bulletins blancs et nuls plus importants, il obtient un nombre de voix plus faible que Paul Deschanel lors de l'élection présidentielle du mois de janvier précédent.

## Suites
Le candidat victorieux est investi président de la République le jour même. Pour lui succéder à la présidence du Conseil, il nomme Georges Leygues. En 1924, en conflit avec le cartel des gauches, Millerand sera contraint à la démission.